# Liste der Biografien/Ork
Liste der Biografien |
Portal Biografien |
Personensuche
# |
A |
B |
C |
D |
E |
F |
G |
H |
I |
J |
K |
L |
M |
N |
O |
P |
Q |
R |
S |
T |
U |
V |
W |
X |
Y |
Z |
?
 
Oa |
Ob |
Oc |
Od |
Oe |
Of |
Og |
Oh |
Oi |
Oj |
Ok |
Ol |
Om |
On |
Oo |
Op |
Oq |
Or |
Os |
Ot |
Ou |
Ov |
Ow |
Ox |
Oy |
Oz
 
Ora |
Orb |
Orc |
Ord |
Ore |
Orf |
Org |
Orh |
Ori |
Orj |
Ork |
Orl |
Orm |
Orn |
Oro |
Orp |
Orr |
Ors |
Ort |
Oru |
Orv |
Orw |
Orx |
Ory |
Orz
Die Liste der Biografien führt alle Personen auf, die in der deutschsprachigen Wikipedia einen Artikel haben. Dieses ist eine Teilliste mit 14 Einträgen von Personen, deren Namen mit den Buchstaben „Ork“ beginnt.

## Ork

### Orka
- Orkan, Senih (1932–2008), türkischer Filmschauspieler
- Orkan, Władysław (1875–1930), polnischer Schriftsteller der „Junges-Polen“-Periode
- Orkas, Christos (* 1965), deutscher Fußballtrainer und -spieler

### Orke
- Örken, Ahmet (* 1993), türkischer Radsportler
- Örkény, István (1912–1979), ungarischer Schriftsteller und Dramatiker

### Orki
- Orkić, Lucia (* 2005), österreichisch-kroatische Fußballspielerin
- Orkidea (* 1977), finnischer Trance-DJ und -Produzent
- Orkin, Chloe, britische Medizinerin und Virologin
- Orkin, Evgeni (* 1977), ukrainischer Komponist
- Orkin, Ruth (1921–1985), US-amerikanische Photographin und Filmemacherin
- Orkin, Stuart H. (* 1946), US-amerikanischer Genetiker, Hämatologe und Onkologe

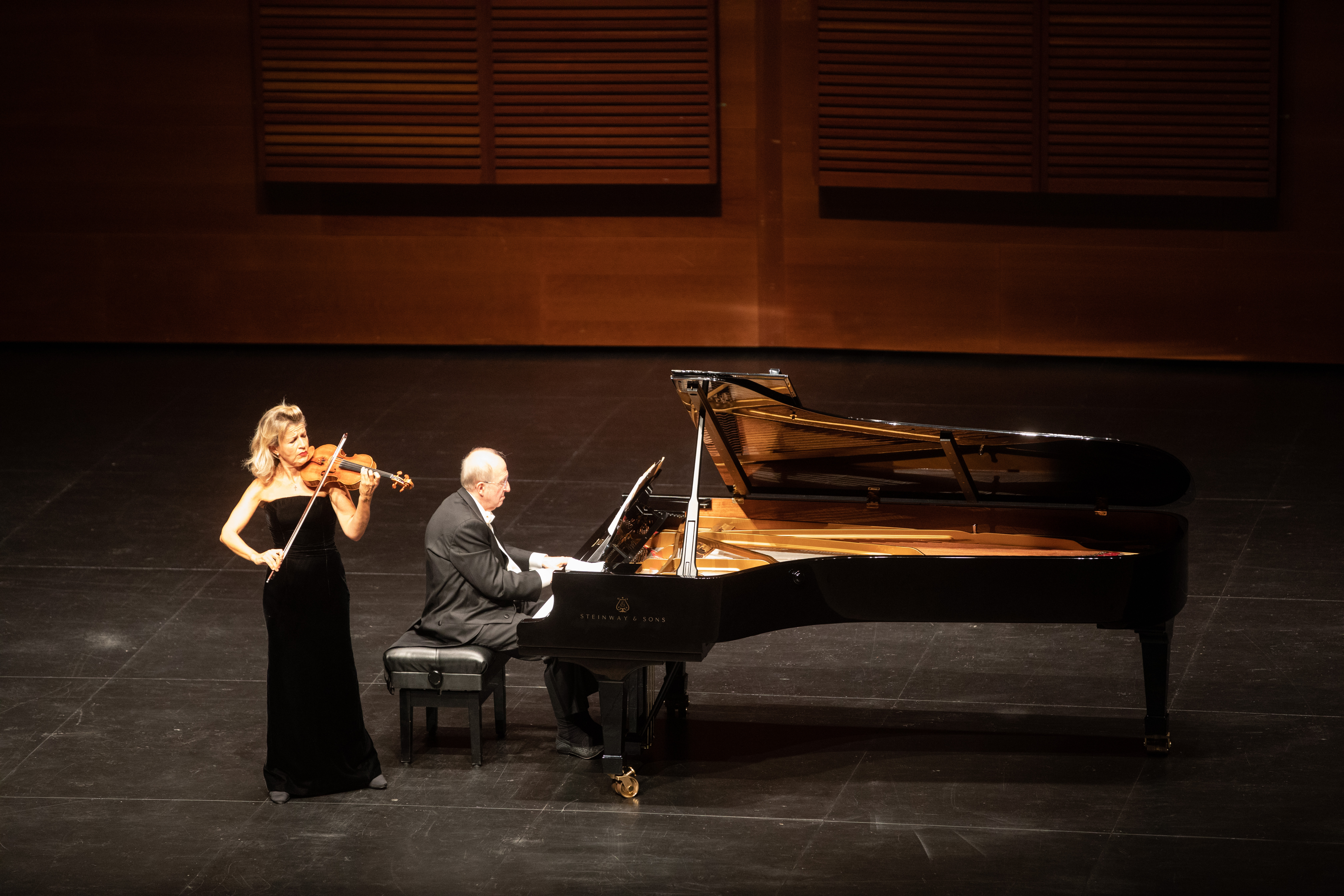
Lambert Orkis (* 1946)

- Orkis, Lambert (* 1946), US-amerikanischer PianistLambert Orkis (* 1946)

### Orko
- Orko, Risto (1899–2001), finnischer Filmproduzent und Regisseur
- Orkow, Ben (1896–1988), amerikanischer Drehbuch- und Science-Fiction-Autor